# SS Jaguar 100

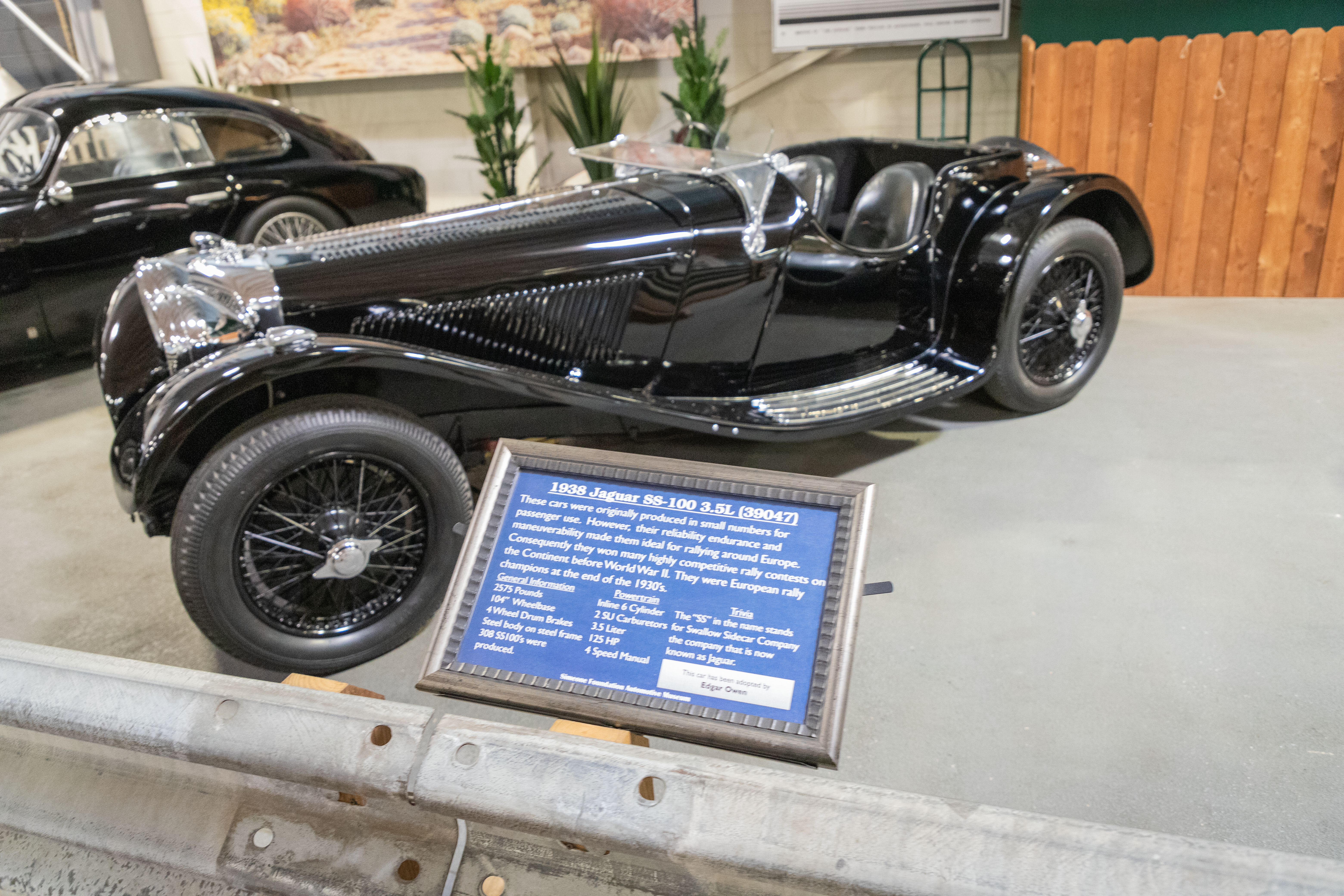
SS Jaguar 100

El SS Jaguar 100 es un automóvil deportivo británico de 2 plazas fabricado entre 1936 y 1939 por SS Cars Ltd de Coventry, Inglaterra. El nombre del fabricante "SS Cars" utilizado a partir de 1934 mantenía un vínculo con el anterior propietario, Swallow Sidecar, fundada en 1922 por Walmsley y Lyons para construir sidecares para motocicletas. En marzo de 1945, los accionistas de S.S. Cars acordaron cambiar el nombre a Jaguar Cars Limited.
Al igual que muchos productos de los años treinta, se consideró apropiado adoptar un nombre de animal y se dio el nombre de modelo "Jaguar" a una nueva berlina SS en 1935, y después a todos los nuevos modelos SS. El "100" correspondía a la velocidad máxima teórica de 160 km/h del vehículo.

## Construcción
El chasis tenía una distancia entre ejes de 8 pies y 8 pulgadas (2,64 m), y era esencialmente una versión acortada del diseñado para la berlina de 2½ litros, un coche producido en mucho mayor número, y visto por primera vez en el SS 90 de 1935. Al salir de fábrica, estaba equipado con neumáticos de 5,50 o 5,25 × 18 pulgadas en llantas de alambre de 18 pulgadas y la suspensión era de muelles semielípticos con ejes rígidos. El motor era un desarrollo de la antigua unidad Standard de 2½ litros de bielas de empuje, convertida de válvula lateral a válvula en cabeza con una nueva culata diseñada por William Heynes y Harry Weslake. La potencia pasó de 70 CV (52 kW) a 100 CV (70 kW). Se instalaron dos carburadores SU atornillados directamente a la culata. En 1938, el motor se amplió a 3½ litros y la potencia aumentó a 125 CV (93 kW). La caja de cambios de cuatro velocidades estaba sincronizada en las tres relaciones superiores. Los frenos eran Girling. El coche completo pesaba algo más de 23 cwt (2600 libras, 1150 kg).
En una prueba realizada por la revista Autocar en 1937, se comprobó que el coche de 2½ litros (20 CV RAC), con el parabrisas bajado, alcanzaba una velocidad máxima de 153 km/h y un tiempo de 0 a 97 km/h de 13,5 segundos. Con el motor de 3½ litros (25 CV RAC), la velocidad máxima alcanzaba la mágica cifra de 160 km/h, con un mejor registro de 163 km/h en el cuarto de milla y un 0 a 97 km/h de 10,4 segundos.
En 1937, el coche de 2,5 litros costaba 395 libras y, en 1938, el de 3,5 litros, 445. El cupé de cabeza fija, del que sólo se fabricó uno, costaba 595 libras. Unos pocos ejemplares se suministraron como chasis a carroceros externos.